# 22105 Pirko
22105 Pirko è un asteroide della fascia principale. Scoperto nel 2000, presenta un'orbita caratterizzata da un semiasse maggiore pari a 2,3651368 UA e da un'eccentricità di 0,2081853, inclinata di 8,08911° rispetto all'eclittica.